# Coelinidea dubia
Coelinidea dubia är en stekelart som beskrevs av Riegel 1982. Coelinidea dubia ingår i släktet Coelinidea och familjen bracksteklar. Inga underarter finns listade i Catalogue of Life.